# Sabana Yegua
Sabana Yegua – miasto w Dominikanie, w prowincji Sánchez Ramírez.